# Peter Adriaenssens

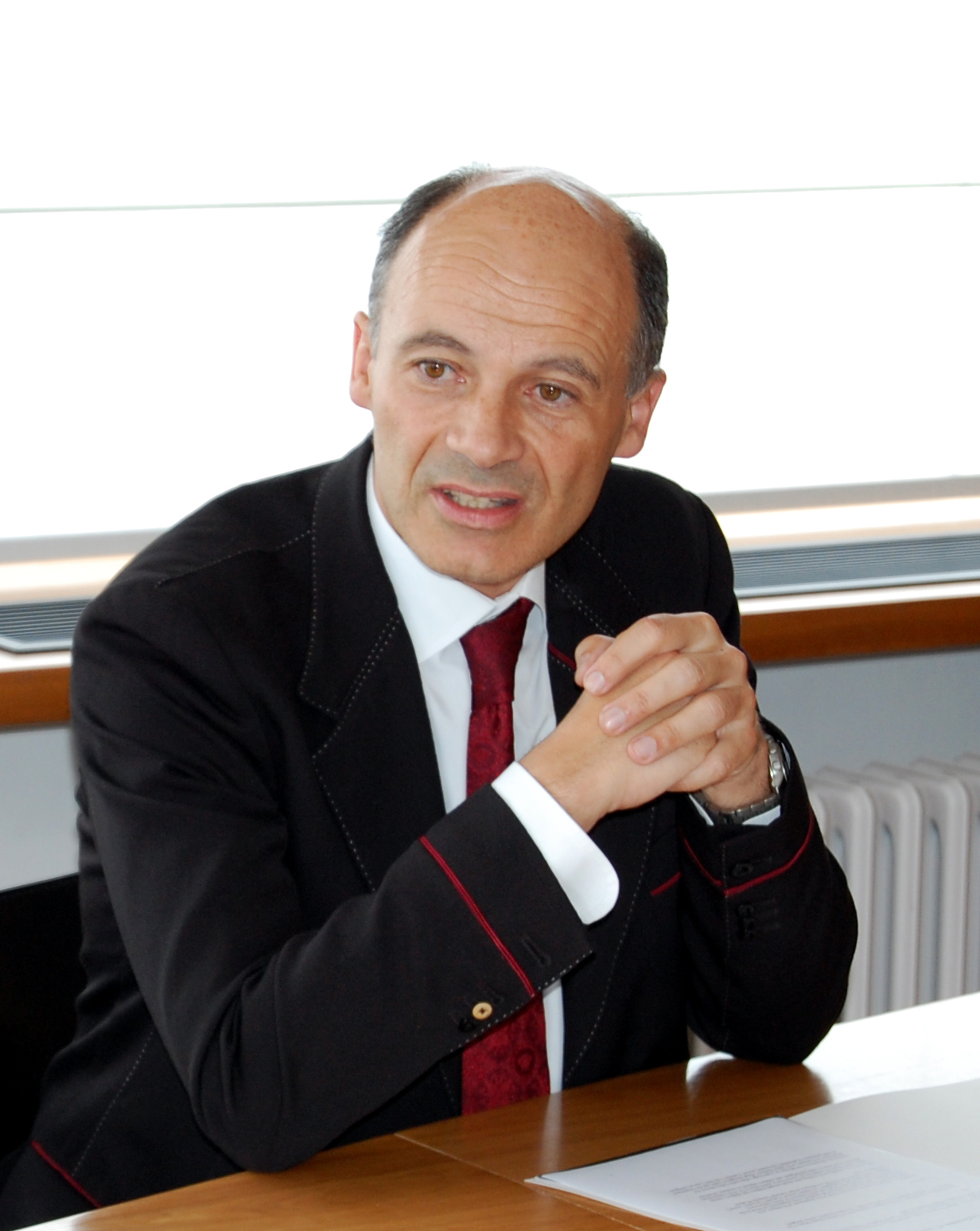
Peter Adriaenssens.

Peter Frans Ghislain Adriaenssens (Wilrijk, 3 september 1954) is Belgisch kinder- en jeugdpsychiater, en deeltijds hoofddocent aan de Katholieke Universiteit Leuven. Daarnaast is hij directeur van het Vertrouwenscentrum kindermishandeling van Vlaams-Brabant en Kliniekhoofd kinderpsychiatrie Universitair Ziekenhuis Leuven (UZ Leuven).  

## Commissie Adriaenssens
In april 2010 werd hij voorzitter van de Commissie Seksueel Misbruik in een pastorale relatie. Toen bij een huiszoeking door het gerecht (Operatie Kelk) alle dossiers werden meegenomen, nam hij ontslag omdat hij vond dat zijn commissie als "lokaas" was gebruikt. Veel slachtoffers waren immers naar zijn commissie gekomen met hun verhaal, juist omdat ze niet wensten naar het gerecht te stappen. Later bleek de huiszoeking onwettig en werd beslist dat de dossiers moeten worden teruggegeven. Deze beslissing is in cassatie vernietigd. De Brusselse Kamer van Inbeschuldigingstelling moet, in gewijzigde samenstelling, opnieuw beoordelen of de huiszoekingen rechtsgeldig zijn verlopen. De Commissie adviseert geen gewone doorstart te organiseren van de huidige commissievorm.
Deze dossiers zijn verzameld door de commissie Adriaenssens, en dan ingezien door advocaten van de kerk na inbeslagname door het parket. Zes jaar later meldde het parket dat alle feiten verjaard zijn en er dus geen enkele vervolging ingesteld wordt.

## Erkenning
In 1997 kreeg Peter Adriaenssens van minister Luc Martens de Prijs van de Vlaamse Gemeenschap voor "Inzet voor het Kind en diens gezin". 
In 2014 werd Adriaenssens tot Commandeur in de Leopoldsorde benoemd.
Op 11 juli 2016 ontving hij uit handen van minister-president Geert Bourgeois het Groot Ereteken van de Vlaamse Gemeenschap voor zijn verdiensten voor Vlaanderen.
In 2017 kreeg Adriaenssens de prijs van de Stichting Verhulst-Van Eeckhoven die artsen bekroont voor hun verdienste bij het verspreiden en sociaal toepassen van wetenschappelijke kennis.
Op 22 april 2023 kreeg Peter Adriaenssens de Maslow Prijs van de Academie voor Integratieve en Humanistische Psychologie en Psychotherapie voor de meest grensverleggende psychotherapeut in Vlaanderen en als officiële blijk van erkentelijkheid. Naast andere gerenommeerde professoren en academici werd ook hij erelid van de AIHP vzw.